# Shuttle Avionics Integration Laboratory
Lo Shuttle Avionics Integration Laboratory (SAIL) è una struttura situata al Lyndon B. Johnson Space Center presso Houston, Texas.
È la sola struttura del Programma Space Shuttle dove l'hardware dell'orbiter e il software di volo vengono integrati e testati.
Il processo di test è completo e rigoroso, spesso si considera il software dello Space Shuttle come il più privo di bug dei sistemi operativi.
Il laboratorio dispone di una completa riproduzione dell'avionica dello Shuttle, chiamata OV-095. L'elettronica è identica per tipo e per posizione a quella della navetta reale. Molti membri dell'equipaggio hanno utilizzato questa struttura per l'addestramento.